# Condado de Harris (Texas)

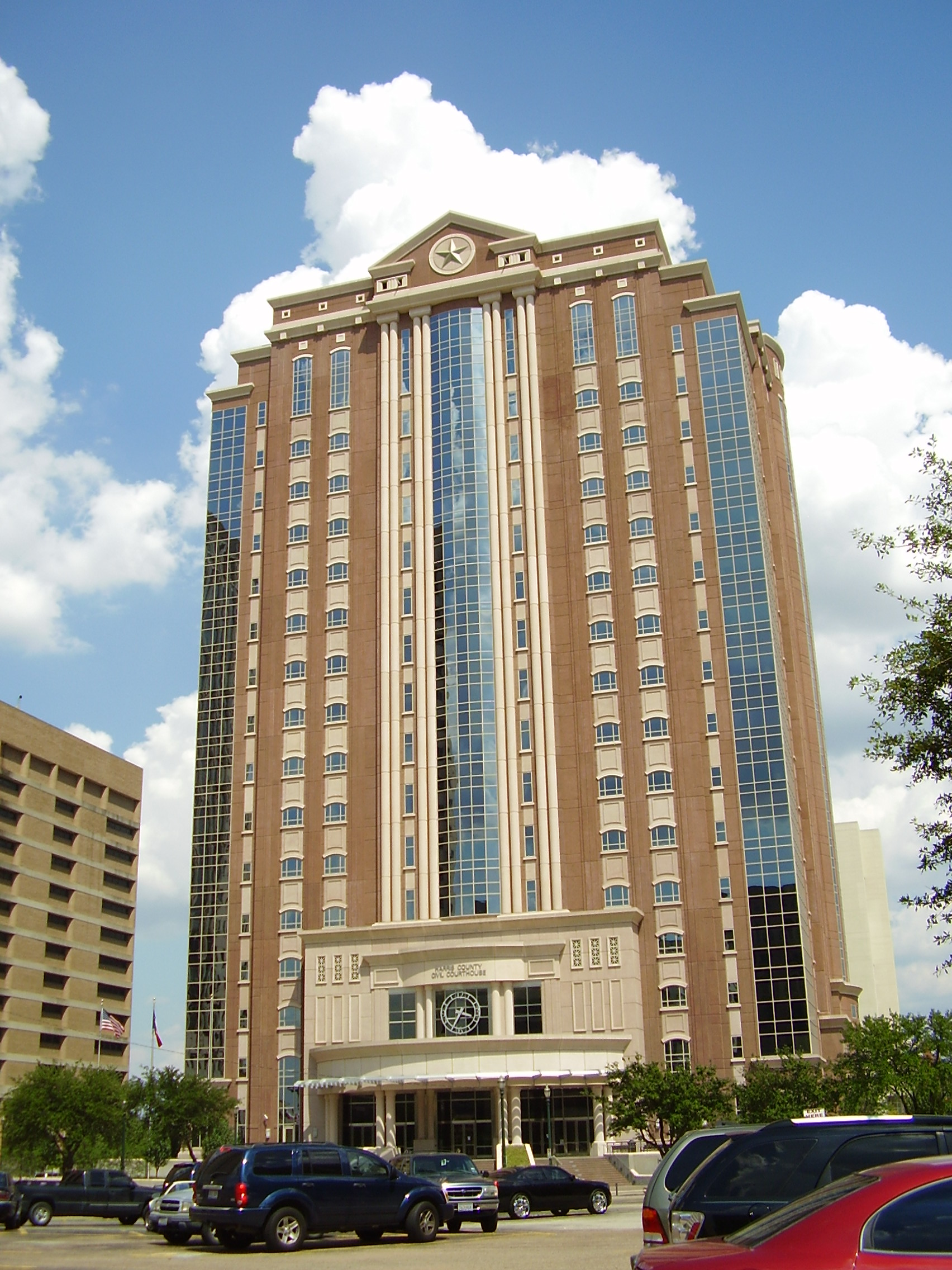
Palacio de Justicia Civil del Condado de Harris

El condado de Harris es uno de los 254 condados del estado estadounidense de Texas. La sede del condado es Houston, al igual que su mayor ciudad. El condado tiene un área de 4604 km² (de los cuales 127 km² están cubiertos por agua) y una población de 3 400 578 habitantes, para una densidad de población de 759 hab/km² (según censo nacional de 2000). Este condado fue fundado en 1836.

## Demografía

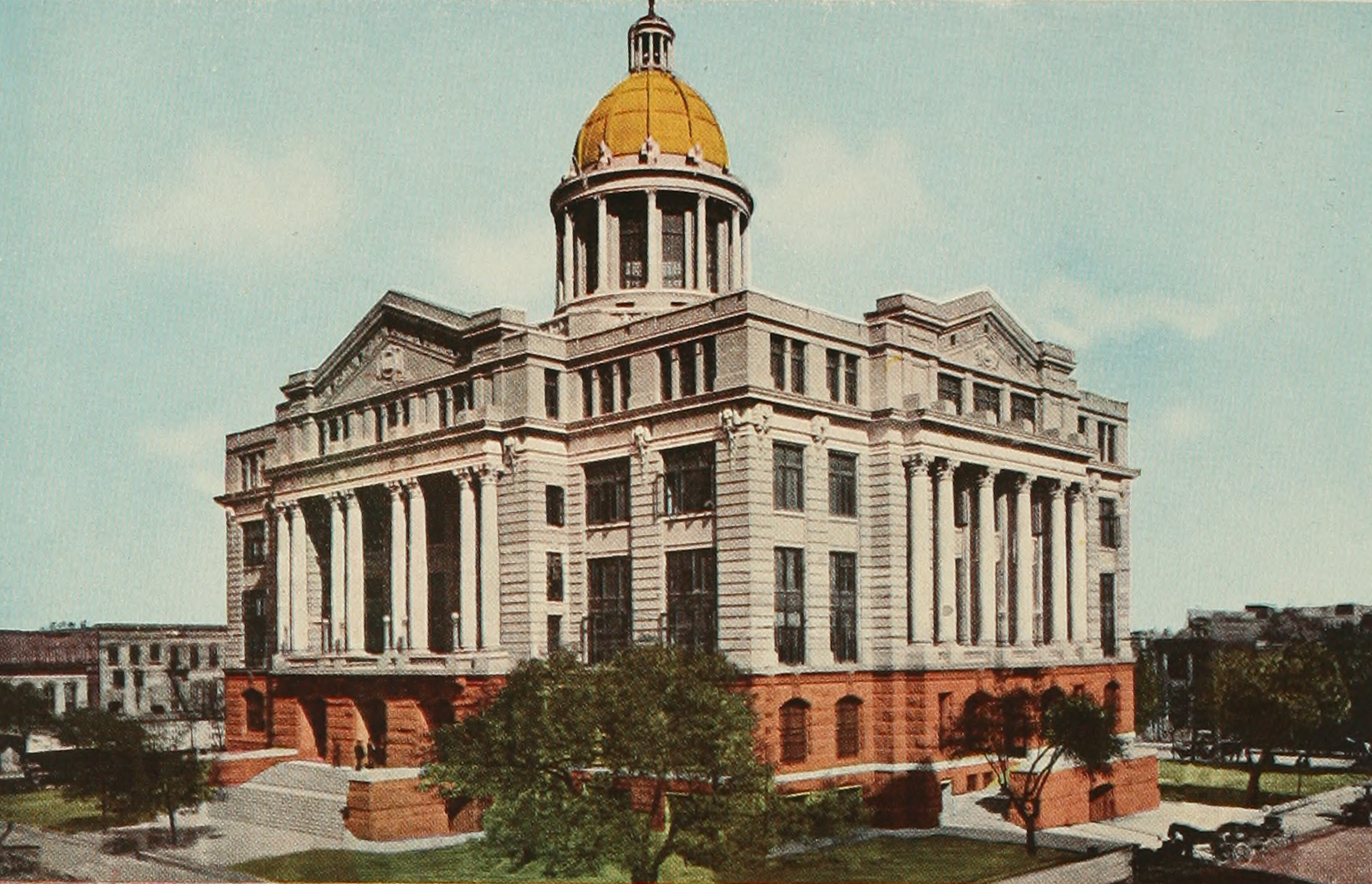
El antiguo palacio de justicia del Condado de Harris

Para el censo de 2020, había 4,731,145 personas, 1,692,730 hogares, y 1,156,059 familias residiendo en el condado. La densidad de población era de 1967 habitantes por milla cuadrada.
| Raza / Etnia                                   | Pop 2010  | Pop 2020  | % 2010  | % 2020  |
| ---------------------------------------------- | --------- | --------- | ------- | ------- |
| Blancos (NH)                                   | 1,349,646 | 1,309,593 | 32.98%  | 27.68%  |
| Afroamericanos no hispanos o latinos           | 754,258   | 885,517   | 18.43%  | 18.72%  |
| Nativos (NH)                                   | 8,150     | 8,432     | 0.20%   | 0.18%   |
| Asiáticos (NH)                                 | 249,853   | 344,762   | 6.11%   | 7.29%   |
| Estadounidenses de las islas del Pacífico (NH) | 2,260     | 3,199     | 0.06%   | 0.07%   |
| Otra raza (NH)                                 | 7,914     | 23,262    | 0.19%   | 0.49%   |
| Multiracial (NH)                               | 48,838    | 121,671   | 1.19%   | 2.57%   |
| Hispano o Latino                               | 1,671,540 | 2,034,709 | 40.84%  | 43.01%  |
| Total                                          | 4,092,459 | 4,731,145 | 100.00% | 100.00% |

En el censo del 2000 abía 1 205 516 cabezas de familia, de las cuales el 37,70 % tenían menores de 18 años viviendo con ellas, el 50,60 % eran parejas casadas viviendo juntas, el 13,70 % eran mujeres cabeza de familia monoparental (sin cónyuge) y 30,80 % no eran familias.
El tamaño promedio de una familia era de 3,38 miembros.
En el condado el 29,00 % de la población tenía menos de 18 años, el 10,30 % tenía de 18 a 24 años, el 33,40 % tenía de 25 a 44, el 19,80 % de 45 a 64, y el 7,40 % eran mayores de 65 años. La edad promedio era de 31 años. Por cada 100 mujeres había 99,20 hombres. Por cada 100 mujeres mayores de 18 años había 97,00 hombres.

## Gobierno
La Oficina del Alguacil del Condado Harris es la oficina del alguacil del condado.

## Economía
Los ingresos medios de una cabeza de familia del condado eran de USD$42 598 y el ingreso medio familiar era de $49 004. Los hombres tenían unos ingresos medios de $37 361 frente a $28 941 de las mujeres. El ingreso per cápita del condado era de $21 435. El 12,10 % de las familias y el 14,97 % de la población estaban debajo de la línea de pobreza. Del total de gente en esta situación, 19,60 % tenían menos de 18 y el 12,20 % tenían 65 años o más.

## Salud
El Harris County Hospital District ("Distrito de Hospitales del Condado de Harris") gestiona hospitales y centros de salud.

## Transporte
La Autoridad Metropolitana de Tránsito del Condado de Harris, Houston, Texas (METRO) y la División de Servicios de Tránsito del Condado de Harris gestionan servicios de transporte.

## Educación
Distritos escolares del condado de Harris son:
- Distrito Escolar Independiente de Aldine
- Distrito Escolar Independiente de Alief
- Distrito Escolar Independiente de Channelview
- Distrito Escolar Independiente Clear Creek
- Distrito Escolar Independiente de Crosby
- Distrito Escolar Independiente de Cypress-Fairbanks
- Distrito Escolar Independiente de Dayton
- Distrito Escolar Independiente de Deer Park
- Distrito Escolar Independiente de Galena Park
- Distrito Escolar Independiente Consolidado Goose Creek
- Distrito Escolar Independiente de Houston
- Distrito Escolar Independiente de Humble
- Distrito Escolar Independiente de Katy
- Distrito Escolar Independiente de Klein
- Distrito Escolar Independiente de La Porte
- Distrito Escolar Independiente de Pasadena
- Distrito Escolar Independiente de Sheldon
- Distrito Escolar Independiente de Spring
- Distrito Escolar Independiente de Spring Branch
- Distrito Escolar Municipal de Stafford
- Distrito Escolar Independiente de Tomball
- Distrito Escolar Independiente de Waller

Antiguos distritos escolares:
- Distrito Escolar Independiente North Forest - El primero de junio de 2013 es la fecha del cierre de NFISD.[3]

### Bibliotecas
Biblioteca Pública del Condado de Harris gestiona bibliotecas públicas en el condado.